# Lotyšská Wikipedie
Lotyšská Wikipedie je jazyková verze Wikipedie v lotyštině. Její provoz byl zahájen v červnu 2003. V lednu 2022 obsahovala přes 110 000 článků a pracovalo pro ni 13 správců. Registrováno bylo přes 103 000 uživatelů, z nichž bylo asi 295 aktivních. V počtu článků byla 68. největší Wikipedie.